# Agapio III Matar
Agapio III, nato Agapios Matar (Damasco, 1736 – Ain Traz, 2 febbraio 1812), è stato eparca di Sidone e sesto patriarca della Chiesa melchita.

## Biografia
Agapios Matar nacque a Damasco in Siria nel 1736. Entrò da giovane nell'Ordine Basiliano del Santissimo Salvatore. Nel 1779, quando era già prete, si recò a Roma e poi a Parigi. Nel 1789 fu nominato superiore generale dell'Ordine Basiliano. Nel 1795 fu nominato e consacrato dal patriarca Kyrillos VII Siage arcieparca di Sidone.
Alla morte di Kyrillos VII, Agapios fu eletto nuovo patriarca l'11 settembre 1796 e confermato dalla Santa Sede il 24 luglio 1797.
Appena eletto, il nuovo patriarca dovette affrontare la questione del vescovo Youssef Sarrouf di Beirut ed il suo tentativo dapprima di riformare gli ordini monastici melchiti e poi di fondare un nuovo ordine. Agapio si oppose decisamente ai tentativi di Sarrouf, ma solo l'intervento di Roma risolse d'autorità la crisi.
In quegli anni, la Chiesa melchita era alla ricerca della propria identità in rapporto alla Chiesa latina e alla Santa Sede. Il patriarca ottenne da Propaganda Fide di proibire ai Francescani di promuovere il loro Terz'Ordine tra i Melchiti e in seguito ottenne che al Custode di Terra santa fosse vietato di amministrare il sacramento della confermazione ai fedeli di rito non latino.
Nel 1806 convocò a Qarqafé un sinodo della Chiesa melchita, che più tardi sarà condannato dalla Santa Sede con la bolla Melchitarum catholicorum, perché improntato alle idee giansenistiche di Scipione de' Ricci condivise da Germanos Adam (arcieparca di Aleppo), e ad altri errori teologici.
Nel 1811 Agapio fondò il seminario per i preti secolari melchiti a Ain Traz ed affidò la direzione a Michel Mazloum, futuro patriarca. Morì in questo seminario il 2 febbraio 1812.

## Genealogia episcopale e successione apostolica
La genealogia episcopale è:
- Vescovo Filoteo di Homs
- Patriarca Eutimio III di Chios
- Patriarca Macario III Zaim
- Vescovo Leonzio di Saidnaia
- Patriarca Atanasio III Dabbas
- Vescovo Néophytos Nasri
- Vescovo Efthymios Fadel Maalouly
- Patriarca Cirillo VII Siage, B.S.
- Patriarca Agapio III Matar, B.S.

La successione apostolica è:
- Patriarca Atanasio V Matar (1798)
- Arcivescovo Clément Badra (1798)
- Vescovo Clément Moutran (1810)
- Vescovo Cyrille Khabbaz (1810)
- Patriarca Massimo III Mazloum (1810)
- Patriarca Macario IV Tawil, B.S. (1811)